# Geneviève Ngosso Kouo
Geneviève Ngosso Kouo est une écrivaine camerounaise. 

## Biographie
Après l'obtention d'un doctorat d'anglais à Paris, elle enseigne à l'université Omar-Bongo à Libreville au Gabon et à l'École normale supérieure d'Abidjan, en Côte d'Ivoire. Elle travaille aussi comme traductrice pour l'ambassade des États-Unis et à la filiale de la Banque mondiale à Abidjan. Elle est également  consultante pour la Banque Africaine de développement à Abidjan et le bureau régional de la FAO à Accra au Ghana,.
Elle est la cofondatrice de CAURI Femmes, une ONG qui accorde des petits crédits aux femmes déshéritées de la zone péri-urbaine d’Abidjan.
Ses romans concernent des femmes de l'époque coloniale.

## Œuvres
- Une Femme, Un Jour, Abidjan, Cote d'Ivoire, CEDA, 1995, 144 p. (ISBN 2-86394-197-6, lire en ligne)[4],[5],[6].
- Il faisait nuit somorria, Yaoundé, Editions Clé en coédition avec NENA, 2019, 353 p. (ISBN 978-2-37918-252-5, lire en ligne).
- Ode à ma mère restée à Eseka, Douala, octobre 2017 (lire en ligne).
- Ces celebres inconnus, 2022 (lire en ligne)[7].